# Esa Holopainen
Esa Holopainen (ur. 1 października 1972) – fiński muzyk i kompozytor, gitarzysta. Esa Holopainen znany jest przede wszystkim z wieloletnich występów w zespole Amorphis. Uczestniczył w nagraniach wszystkich jedenastu albumów studyjnych formacji. Wraz z grupą otrzymał w 2010 roku nagrodę fińskiego przemysłu fonograficznego Emma-gaala. Od 2003 roku występuje w zespole Chaosbreed. Nie jest spokrewniony z Tuomasem Holopainenem z zespołu Nightwish. Był także członkiem formacji Violent Solution.

## Wybrana dyskografia
- Love Like Blood - The Love Like Blood E.P. (1998, Hall Of Sermon, gościnnie: gitara)[5]
- Chaosbreed - Unleashed Carnage (2003, Rising Realm Records)
- Chaosbreed - Brutal (2004, Century Media Records)[6]
- Jeff Walker Und Die Flüffers - Welcome To Carcass Cuntry (2006, Cargo Records, gościnnie: gitara)[7]
- Mannhai - Hellroad Caravan (2006, Bull's Eye, gościnnie: gitara)[8]